# عبد الله حاج يحيى
عبد الرحيم أدهم ياسين (بالعبرية: עבדאללה חאג' יחיא‏) (1957 - 9 مارس 2009) هو أحد باحثي علوم الفلك والمجرات.

## حياته ونشأته
ولد في بلدة عرابة البطوف وهو عالم فضاء وفلك، والمساعد في عدة ابحاث حول الأرض والمجرات، تعلم في جامعة أكسفورد في أمريكيا.
ولد في عائلة ياسين . . تعلم في جامعة اكسفورد، ثم التحق بجامعة تل ابيب ليكمل دراسته

## مسيرته
وقد أسس شركة Aokson ميديكا (أوكسون ميديكا) Movssim. في 2003 حصل عبد الرحيم على جائزة نوبل على اختراعة وسيلة مبتكرة لرؤية القمر بصورة مقربة جدا.
وكان مؤسس الوكالة الفضائية الاخبارية